# Дурні гроші
«Дурні гроші» (англ. Dumb Money) — біографічна комедійна драма режисера Крейга Гіллеспі, заснована на книзі «Антисоціальна мережа: шорт-сквіз GameStop та група трейдерів-аматорів Ragtag, які поставили Волл-стріт на коліна» Бена Мезріча. Головні ролі виконали: Пол Дано, Себастьян Стен, Сет Роген та Піт Девідсон.

## Сюжет
Сюжет присвячений гучній історії різкого стрибка цін на акції GameStop. Декілька інвесторів об'єднуються щоб обрушити хедж-фонди, які зробили ставку на те, що ці акції впадуть.

## В ролях
- Пол Дано — Кіт Гілл
- Піт Девідсон — Кевін Гілл, брат Кіта
- Вінсент Д'Онофріо — Стів Коен[en]
- Америка Феррера — Дженніфер Кемпбелл
- Нік Офферман — Кеннет С. Гріффін
- Себастьян Стен — Влад Тенев
- Шейлі Вудлі — Керолайн Гілл, дружина Кіта
- Сет Роген — Гейб Плоткін
- Ентоні Рамос — Маркус, клерк в GameStop
- Дейн Дехаан — босс Маркуса
- Талія Райдер[en] — Гармоні, колега Маркуса
- Кленсі Браун — Стів

## Виробництво
Дистриб'ютором стрічки у США виступила компанія Sony Pictures Releasing, а Black Bear International та інші незалежні кінокомпанії займуться її поширенням на міжнародному ринку.